# Non-linéarité
Pour les articles homonymes, voir Non-linéarité (homonymie).
La non-linéarité est la particularité, en mathématiques, de systèmes dont le comportement n'est pas linéaire, c'est-à-dire soit ne satisfaisant pas le principe de superposition, soit dont la sortie n'est pas proportionnelle à l'entrée.
Les problèmes non linéaires intéressent les mathématiciens et les physiciens car la plupart des systèmes physiques sont non linéaires. Certains systèmes non linéaires sont également chaotiques, comme la circulation atmosphérique.
Il est intéressant dans certains types de système d'introduire volontairement des non-linéarités pour permettre certains calculs. C'est par exemple le cas dans les réseaux de neurones artificiels. 

## Exemples d'équations non linéaires
- Relativité générale
- Équations de Navier-Stokes en mécanique des fluides
- Optique non linéaire
- Équation de Schrödinger non linéaire